# Seznam kanadskih divizij prve svetovne vojne
Seznam kanadskih divizij prve svetovne vojne.

## Seznam
- 1. kanadska divizija
- 2. kanadska divizija
- 3. kanadska divizija
- 4. kanadska divizija
- 5. kanadska divizija